# Hypographa ampycteria
Hypographa ampycteria är en fjärilsart som beskrevs av Turner 1930. Hypographa ampycteria ingår i släktet Hypographa och familjen mätare. Inga underarter finns listade i Catalogue of Life.